# Ровре
Ровре (фр. Rovray) — громада  в Швейцарії в кантоні Во, округ Юра-Нор-Водуа.

## Географія
Громада розташована на відстані близько 55 км на захід від Берна, 30 км на північ від Лозанни.
Ровре має площу 3,2 км², з яких на 6,8% дозволяється будівництво (житлове та будівництво доріг), 73,4% використовуються в сільськогосподарських цілях, 19,8% зайнято лісами, 0% не є продуктивними (річки, льодовики або гори).

## Демографія
2019 року в громаді мешкало 185 осіб (+30,3% порівняно з 2010 роком), іноземців було 13%. Густота населення становила 58 осіб/км².
За віковим діапазоном населення розподілялося таким чином: 25,4% — особи молодші 20 років, 60% — особи у віці 20—64 років, 14,6% — особи у віці 65 років та старші. Було 74 помешкань (у середньому 2,5 особи в помешканні).